# Las Vegas Film Critics Society Award per la migliore fotografia
Il Las Vegas Film Critics Society Award per la miglior fotografia è una categoria di premi assegnata da Las Vegas Film Critics Society, per il miglior fotografo dell'anno.

## Vincitori e candidati
I vincitori sono indicati in grassetto.
- 1997
  - Russell Carpenter - Titanic (Titanic)
- 1998
  - Janusz Kaminski - Salvate il soldato Ryan (Saving Private Ryan)
- 1999
  - Robert Richardson - La neve cade sui cedri (Snow Falling on Cedars)
  - Conrad L. Hall - American Beauty (American Beauty)
  - Emmanuel Lubezki - Il mistero di Sleepy Hollow (Sleepy Hollow)
  - Freddie Francis - Una storia vera (The Straight Story)
  - John Seale - Il talento di Mr. Ripley (The Talented Mr. Ripley)
- 2000
  - Roger Deakins - Fratello, dove sei? (O Brother, Where Art Thou?)
  - Barry Markowitz - Passione ribelle (All the Pretty Horses)
  - Don Burgess - Cast Away (Cast Away)
  - John Mathieson - Il gladiatore (Gladiator)
  - Edward Lachman - Il giardino delle vergini suicide (The Virgin Suicides)
- 2001
  - Andrew Lesnie - Il Signore degli Anelli - La Compagnia dell'Anello (The Lord of the Rings: The Fellowship of the Ring)
- 2002
  - Conrad L. Hall - Era mio padre (Road to Perdition)
- 2003
  - Andrew Lesnie - Il Signore degli Anelli - Il ritorno del re (The Lord of the Rings: The Return of the King)
- 2004
  - Robert Richardson - The Aviator (The Aviator)
- 2005
  - Andrew Lesnie - King Kong (King Kong)
- 2006
  - Emmanuel Lubezki - I figli degli uomini (Children of Men)
- 2007
  - Robert Elswit - Il petroliere (There Will Be Blood)
- 2008
  - Claudio Miranda - Il curioso caso di Benjamin Button (The Curious Case of Benjamin Button)